# Super Monaco GP
Super Monaco GP es un juego de carreras de Fórmula 1 lanzado por Sega para varias plataformas en 1989. Es una secuela del Arcade Monaco GP.
El arcade consiste principalmente en una carrera : el Gran Premio de Mónaco (representado por una pista totalmente diferente, aunque con las mismas características de la vida real del Circuito de Mónaco). El jugador simplemente elige un tipo de transmisión, se califica y corre. El jugador debe calificar en menos de 45 segundos en la pista reducida para poder correr. Si no, termina el juego (sin embargo, en las versiones domésticas, si el jugador no califica inicia la carrera en la última posición). En la carrera en sí, también hay una posición límite, que comienza en el puesto 20 (15 en las versiones domésticas) y disminuye a medida que el jugador supera los puestos de control a lo largo de la pista, en última instancia parando el tercero. Si el jugador cae detrás de la posición indicada, y no logran recuperar lo suficientemente rápido, finaliza el juego.
La versión para Mega Drive añade un modo de Campeonato Mundial (World Championship). En el modo the World Championship, el objetivo es ganar una temporada de carreras y, a continuación, pasar a defender el título. Los circuitos se basan en los utilizados en la Temporada 1989 de Fórmula 1, con paisajes de fondo similares a los circuitos reales, aunque sin la riqueza de detalles de la versión arcade.
La versión Mega Drive ha sido muy valorada, obteniendo en su momento una puntuación sin precedentes de 10-10-9-9 en el Electronic Gaming Monthly's Review Crew y un 93% en Mean Machines.

## Versión Mega Drive

### Modo Campeonato del Mundo
El campeonato del mundo de modo comienza con un coche relativamente lento en el equipo Minarae. Desafiando a otros conductores, el jugador puede pasar a un mejor equipo y coche, y, en definitiva, ganar el título Mundial de F1. Una vez que el jugador ha ganado una temporada por primera vez se les da la oportunidad de unirse a Madonna (en el juego, la mejor y más prestigiosa escudería). Al comienzo del año de defensa del título, el jugador es desafiado por un nuevo rival, G. Ceará, que es extremadamente difícil, si no imposible de superar, en las dos primeras carreras. Si el jugador pierde las dos primeras carreras de la temporada de defensa contra Ceará, es expulsado de la escudería Madonna y pasa a la inferior Dardan. El reto es entonces volver a la cima y ganar la segunda temporada. Con dos temporadas ganadas, el jugador gana el juego.

### Circuitos
Por orden las 16 carreras de la temporada son:
| - San Marino - Autodromo Enzo e Dino Ferrari - Brasil - Autódromo Internacional Nelson Piquet - Francia - Paul Ricard Circuit - Hungría - Hungaroring - Alemania - Hockenheimring - Estados Unidos - Circuito callejero de Phoenix - Canadá - Circuit Gilles Villeneuve - Reino Unido - Silverstone Circuit | - Italia - Autodromo Nazionale Monza - Portugal - Autódromo do Estoril - España - Circuito Permanente de Jerez - México - Autódromo Hermanos Rodríguez - Japón - Suzuka Circuit - Bélgica - Circuit de Spa-Francorchamps - Australia - Circuito callejero de Adelaida - Mónaco - Circuit de Monaco |

### Equipos y Pilotos
Todos los equipos están basados en la temporada 1989/1990 de la FIA. Este juego no posee licencia, así que algunos pilotos están inspirados en pilotos reales y el nombre de los equipos está modificado. Esta sería la lista de la primera temporada:
| Conductor  | Nación  | Basado en        | Constructor | Basado en | Nación      |
| ---------- | ------- | ---------------- | ----------- | --------- | ----------- |
| A. Asselin | Francia | Alain Prost      | Madonna     | McLaren   | Reino Unido |
| F. Elssler | Austria | Gerhard Berger   | Firenze     | Ferrari   | Italia      |
| G. Alberti | Italia  | Riccardo Patrese | Millions    | Williams  | Reino Unido |
| A. Picos   | Brasil  | Nelson Piquet    | Bestowal    | Benetton  | Italia      |

| Conductor  | Nación      | Basado en       | Constructor | Basado en | Nación      |
| ---------- | ----------- | --------------- | ----------- | --------- | ----------- |
| J. Herbin  | Francia     | Jean Alesi      | Blanche     | Brabham   | Reino Unido |
| M. Hamano  | Japón       | Satoru Nakajima | Tyrant      | Tyrrell   | Reino Unido |
| E. Pacheco | España      | Luis Pérez-Sala | Losel       | Lotus     | Reino Unido |
| G. Turner  | Reino Unido | Johnny Herbert  | May         | March     | Reino Unido |

| Conductor  | Nación           | Basado en         | Constructor | Basado en     | Nación      |
| ---------- | ---------------- | ----------------- | ----------- | ------------- | ----------- |
| B. Miller  | Estados Unidos   | Eddie Cheever     | Bullets     | Arrows        | Reino Unido |
| E. Bellini | Italia           | Andrea de Cesaris | Dardan      | Dallara       | Italia      |
| M. Moreau  | Francia          | René Arnoux       | Linden      | Equipe Ligier | Francia     |
| Jugador    | País del Jugador | N/A               | Minarae     | Minardi       | Italia      |

| Conductor  | Nación      | Basado en        | Constructor | Basado en | Nación      |
| ---------- | ----------- | ---------------- | ----------- | --------- | ----------- |
| R. Cotman  | Reino Unido | Nigel Mansell    | Rigel       | Rial      | Alemania    |
| E. Tornio  | Finlandia   | Jyrki Järvilehto | Comet       | Coloni    | Italia      |
| C. Tegner  | Suecia      | Stefan Johansson | Orchis      | Onyx      | Reino Unido |
| P. Klinger | Alemania    | Bernd Schneider  | Zeroforce   | Zakspeed  | Alemania    |

| Conductor | Nación | Basado en    | Constructor | Basado en | Nación      |
| --------- | ------ | ------------ | ----------- | --------- | ----------- |
| G. Ceara  | Brasil | Ayrton Senna | Bullets     | Arrows    | Reino Unido |

### Trucos, errores y curiosidades
- Si intentas atropellar al mozo de pista, este se escapará volando por los aires.

- Modo Arcade: Cuando el jugador cruce la línea de meta en la segunda carrera, pulsa A, B y C simultáneamente. El piloto levantará con las manos su cabeza en lugar del trofeo.

- Temporada 1: El caso de M. Moreau

Si retas a A. Asselin (Madonna) desde tu Minarae y le ganas en los dos primeros circuitos, San Marino y Brasil, Minarae contratará a M. Moreau en lugar de, como debiera ser, A. Asselin. Asimismo, M. Moreau pasará a tener los puntos ganados hasta entonces por A. Asselin.
- Temporada 1: La extraña aparición de G. Ceara

Si retas y consigues vencer a J. Herbin (Blanche) desde tu Minarae, R. Cotman pasará a Minarae y J. Herbin a Rigel. Desde Blanche, reta y vence a R.Cotman para volver a tu Minarae. Entonces, Linden misteriosamente reemplazará a M. Moreau por G. Ceara. Si le retas, te responderá: "Error!"
- Temporada 1: Madonna dobla su puntuación

Siguiendo los pasos de "La extraña aparición de G. Ceara," cuando vuelvas a Minarae, vuelve a retar y vencer a R. Cotman, quien está en Blanche. R. Cotman no volverá a Minarae, sino que Linden lo contratará dejando a G. Ceara marchar a Minarae. Entonces G. Ceara pasa a tener los puntos de R. Cotman y viceversa. A partir de esto, A. Asselin dobla sus puntos en Madonna. Esto es, siempre que el equipo puntúe se multiplicará por dos los puntos obtenidos. Lo mejor es retar a Asselin cuanto antes y obtener el Madonna, así será el propio jugador quien consiga doblar su puntuación. Cabe añadir que, a partir de entonces, G. Ceara aparecerá siempre o casi siempre en la clasificación y nunca sumará los puntos obtenidos.
- Temporada 1: R. Cotman, el piloto revelación.

El piloto británico avanza al siguiente mejor equipo siempre y cuando el jugador cambie de equipo. La racha finalizará con R. Cotman avanzando hasta Tyrant.
- Temporada 2: La venganza de G. Ceara

Después de ser injustamente tratado en la temporada 1, G.Ceara consuma su venganza desde el "trucado" Bullets, desafiandote y pasando con extrema rapidez a la punta en la largada de la carrera. No es imposible vencerle en los dos primeros circuitos, existen variados videotutoriales en YouTube.com que demuestran la manera de ganarle y conservar el Madonna.
- Temporada 2: Del "trucado" Bullets al "trucado" May

Una vez que consigues adelantar a G. Ceara montado en su Bullets, disminuye tu velocidad y córtale el paso. Espera que algunos coches os adelanten a ambos y trata de escapar hacia la meta. G. Ceara no puede hacer mucho, porque una vez que le adelantes, perderá su "superpoder." Así que, para que este bug funcione, G. Ceara no debe quedar segundo, plaza que conseguirá E. Bellini (May). Ya en la siguiente carrera, será E. Bellini quien rete al jugador, y por supuesto, su May estará trucado.

## Versión Master System

### Modalidades de juego
- Batalla. El objetivo es vencer a tu oponente en carreras de 1, 3, 5, 7  o 9 vueltas. El número de carreras puede ser de 1, 3, 5, 7  o 9. Para 1 jugador el objetivo es vencer a la computadora que corre con el monoplaza azul.
- Campeonato del mundo, donde se compite por lograr la corona de campeón en las 16 pruebas del campeonato. Para lograrlo al menos uno de los dos jugadores debe quedar entre los 10 primeros, de no ser así la partida termina en Game Over.

### Puesta a Punto
Antes de empezar cada prueba es preciso poner a punto el monoplaza en los boxes, para cada circuito conviene cambiar el set up:
- Transmisión: .Automática. 4 Velocidades. 7 velocidades
- Alerón: 4 tipos a elegir, entre 0° y 90°...
- Neumáticos: 4 tipos a elegir. A, B, C y D.
- Motor: 4 tipos a elegir, el Lorry V8 era el más lento(290 km/h) y el Firenze V12 el más rápido (321 km/h)

### Los Grandes Premios
Los circuitos que aparecen en el juego corresponden a los de la temporada 1989, cada uno con sus singularidades, al iniciar cada prueba se plantean:
- Puesta a punto del vehículo.
- Dar una vuelta entrenamiento, donde correremos una vuelta tantas veces como queramos para memorizar el circuito y ver el grado de desgaste de los neumáticos.
- Carrera, donde competiremos contra el resto de pilotos dando 3 vueltas. El sistema de puntos es el real de la FIA en 1989, y como el juego no dispone de su licencia, los nombres de los pilotos son inventados, E. Tornio, K. Hase, A. Picos, E. Cotman, A. Asselin, G. Ceara, todos ellos son nombres que si se combinan forman los verdaderos nombres de pilotos de la época. Aunque se juegue a un solo jugador, la pantalla siempre estará partida en 2, ocupando la computadora el lugar del monoplaza azul.

## Problemas legales
En un intento de hacer la carrera lo más parecida a una carrera de Fórmula 1, se incluyeron carteles publicitarios muy similares a las marcas patrocinadoras reales del circuito. Sin embargo, esto provocó que Marlboro denunciara a Sega por fomentar el consumo de tabaco entre menores. El asunto terminó con sanciones judiciales contra la empresa, que tuvo que lanzar una campaña para reemplazar la ROM de los arcades eliminado el título